# Estación Arenales
Estación Arenales es una localidad del partido de General Arenales en la provincia de Buenos Aires, Argentina.

## Población
Cuenta con 90 habitantes (Indec, 2010), lo que representa un incremento del 8% frente a los 83 habitantes (Indec, 2001) del censo anterior.
| Gráfica de evolución demográfica de Estación Arenales entre 1991 y 2010 |
|                                                                         |
| Fuente: Censos nacionales del INDEC                                     |